# Nectandra baccans
Nectandra baccans är en lagerväxtart som först beskrevs av Carl Daniel Friedrich Meisner, och fick sitt nu gällande namn av Carl Christian Mez. Nectandra baccans ingår i släktet Nectandra och familjen lagerväxter. Inga underarter finns listade i Catalogue of Life.